# Agnino
Agnino is een plaats (frazione) in de Italiaanse gemeente Fivizzano.